# ビーチ・ハウス (バンド)
ビーチ・ハウス (Beach House) は、アメリカ・ボルチモア出身のドリーム・ポップバンド。フランス生まれのヴィクトリア・ルグランとボルチモア在住のアレックス・スカリーによって2004年に結成された。ライヴではサポートドラマーを加えたトリオ編成になる。2000年代後半のドリーム・ポップムーブメントの中心的なバンドである。

## 来歴

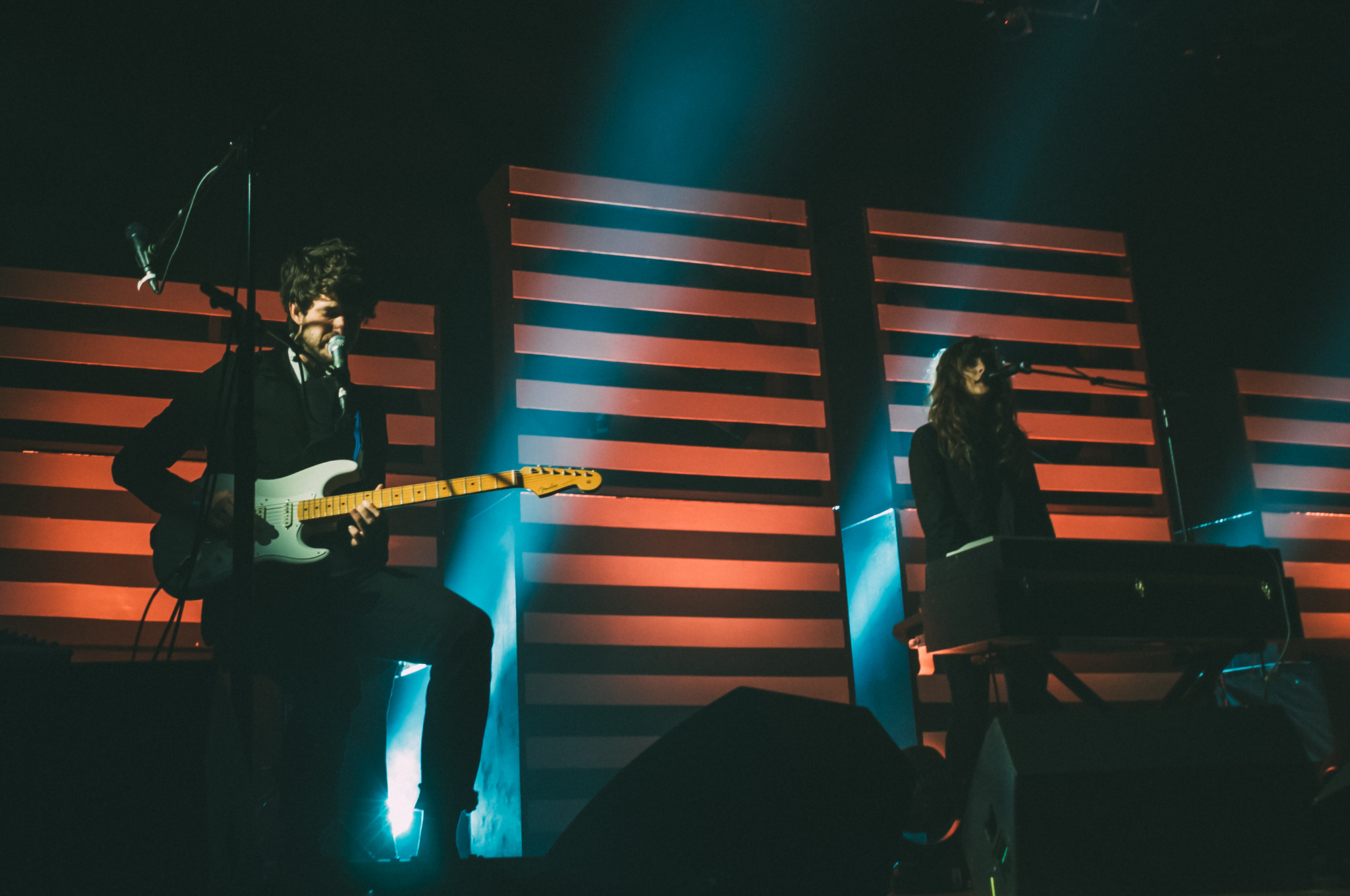
ライブでのビーチ・ハウス（2012年）

2004年、アメリカ・ボルチモアにてレコーディングプロジェクトとしてスタート。2006年8月、最初のシングル「Apple Orchard」がPitchforkに取り上げられる。同10月、1stアルバム『Beach House』をCarpark Recordsからリリース。
2008年2月、2ndアルバム『Devotion』をCarpark Recordsからリリース。
2010年1月、3rdアルバム『Teen Dream』をSub Popからリリース。TV オン・ザ・レディオ、ヤー・ヤー・ヤーズとの仕事で知られるクリス・コーディーをプロデューサーに招き製作された。
2012年5月、4thアルバム『Bloom』をSub Popからリリース。ビルボードの7位に送り込む。
2015年8月に5thアルバム『Depression Cherry』、10月に6作目『Thank Your Lucky Stars』をSub Popからリリース。
2018年5月に7thアルバム『7』をSub Popからリリース。長きに渡りプロデュースを務めたクリス・コーディーから離れ、スペースメン3やスペクトラムとしての活動で知られるピート"ソニック・ブーム"ケンバーとの共同プロデュースで製作された。
2022年2月、2枚組の8thアルバム『Once Twice Melody』をリリース。前年11月から4つの"章"に分けて個別にリリースされていた。セルフプロデュースの作品となっている。

## メンバー
- ヴィクトリア・ルグラン（Victoria Legrand）- ヴォーカル、オルガン
- アレックス・スカリー（Alex Scally） - ギター、キーボード

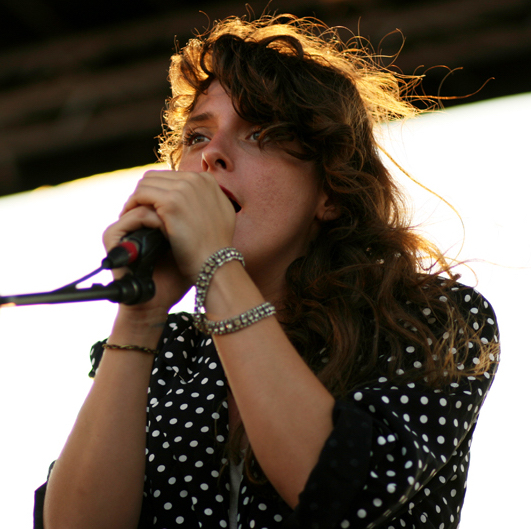
ヴィクトリア・ルグラン（ボーカル）
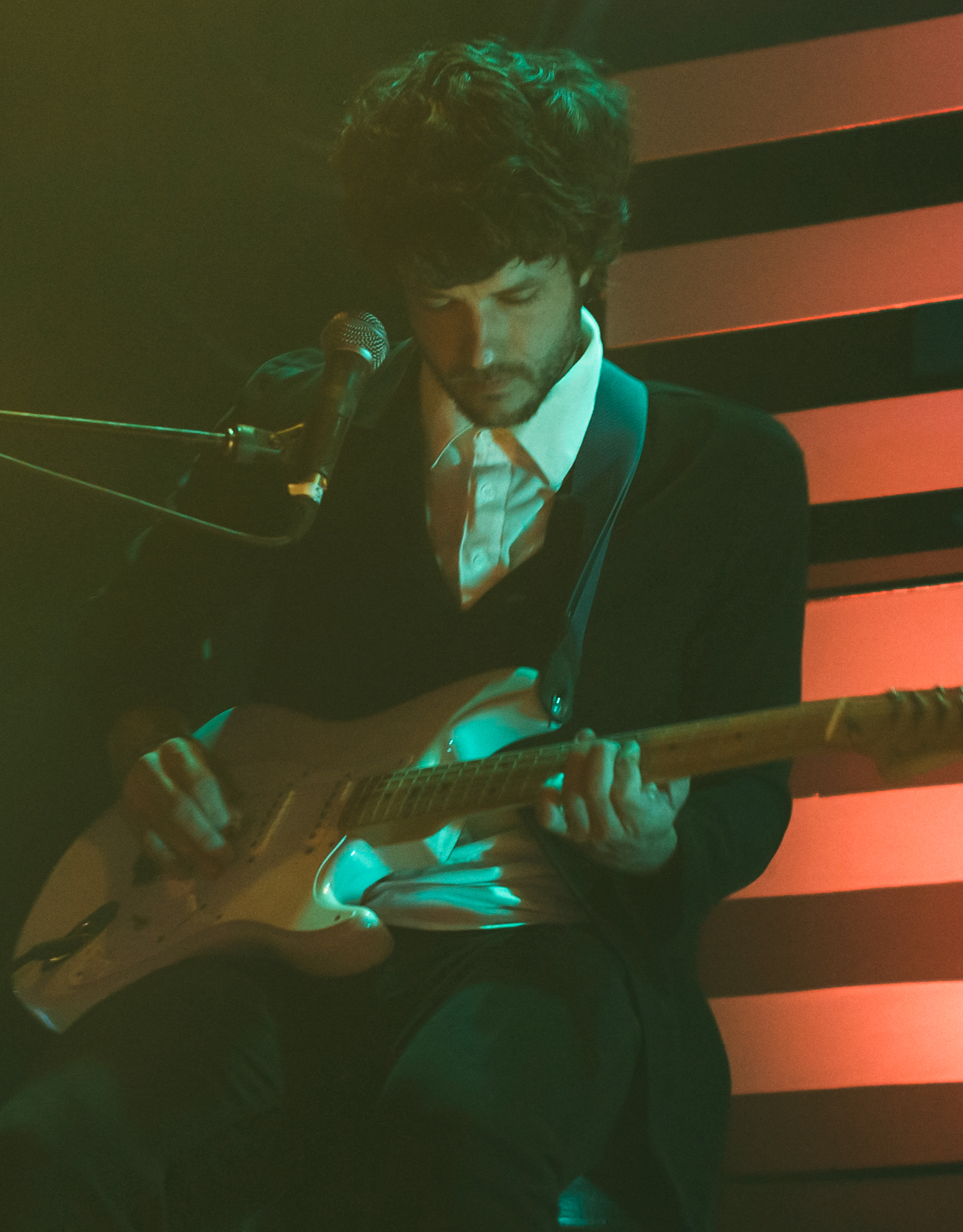
アレックス・スカリー（ギター）

## ディスコグラフィー

### アルバム
| 2006                                      | Beach House            | - 発売日: 2006年10月3日 - レーベル: Carpark, Mistletone, HeartBreakBeat - フォーマット: CD, LP, cassette, digital download                                 | —   | —   |  |
| 2008                                      | Devotion               | - 発売日: 2008年2月26日 - レーベル: Carpark, Bella Union, Mistletone - フォーマット: CD, LP, cassette, digital download - 全米売上: 0.3万枚                | 195 | —   |  |
| 2010                                      | Teen Dream             | - 発売日: 2010年1月26日 - レーベル: Sub Pop, Bella Union, Mistletone - フォーマット: CD, LP, cassette, digital download - 全米売上: 14万枚                 | 43  | 78  |  |
| 2012                                      | Bloom                  | - 発売日: 2012年5月15日 - レーベル: Sub Pop, Bella Union, Mistletone, Arts & Crafts - フォーマット: CD, LP, cassette, digital download - 全米売上: 4.1万枚 | 7   | 15  |  |
| 2015                                      | Depression Cherry      | - 発売日: 2015年8月28日 - レーベル: Sub Pop, Bella Union, Mistletone - フォーマット: CD, LP, cassette, digital download                                    | 8   | 17  |  |
| 2015                                      | Thank Your Lucky Stars | - 発売日: 2015年10月16日 - レーベル: Sub Pop, Bella Union, Mistletone - フォーマット: CD, LP, cassette, digital download                                   | 39  | 145 |  |
| 2018                                      | 7                      | - 発売日: 2018年5月11日 - レーベル: Sub Pop, Bella Union, Mistletone - フォーマット: CD, LP, cassette, digital download                                    | 20  | 16  |  |
| "—"は未発売またはチャート圏外を意味する。 |                        | |     |     |  |

## 日本公演
- 2011年
  - 7月31日、新潟 苗場スキー場 - Fuji Rock Festival
- 2013年
  - 1月18日、大阪 梅田 CLUB QUATTRO
  - 1月20日、東京 恵比寿 LIQUIDROOM
- 2016年
  - 1月25日、東京 SHIBUYA TSUTAYA O-EAST
  - 1月26日、大阪 梅田 CLUB QUATTRO